# Gian Domenico Romagnosi
Gian Domenico Romagnosi ou Domenico Romagnosi, (né le 11 décembre 1761 à Salsomaggiore Terme, dans l'actuelle province de Parme, en Émilie-Romagne, alors dans le duché de Parme et mort le 8 juin 1835 à Milan) est un juriste, philosophe et physicien italien de la fin du XVIIIe et du début du XIXe siècle

## Biographie
Gian Domenico Romagnosi est le fils de Bernardino, notaire, et de Marianna Trompelli. Il est l'ainé d'une fratrie de treize frères et sœurs. Il commence ses études au collège des Jésuites de Borgo San Donnino (actuellement Fidenza. En 1775, il étudie au collège Alberoni de Plaisance où il suit les cours de mathématiques et philosophie. En 1782 il s'inscrit à l'Université de Parme, où il obtient un diplôme en droit le 8 août 1786.
Pendant une brève période, il exerce la profession de notaire qui ne le passionne pas. En 1789, il fait partie de la Società letteraria di Piacenza où il lit les premiers travaux scientifiques : le Discorso sull'amore delle donne considerato come motore precipuo della legislazione; il Discorso sullo stato politico di tutte le nazioni; Sull'opinione pubblica.
En 1790 il fait partie de l'Accademia degli Ortolani.

### Période dans le Trentin
La même année, Romagnosi postule au poste de préteur de la ville de Trente mais sa candidature n'est pas retenue. en 1791, il renouvèle sa candidature, soutenu par Luigi Bramieri (1757-1820), Carlo Baratteri (1738 – 1807) et Monseigneur Gregorio Cerati (1730 – 1807), évêque de Plaisance, qu'il obtient du prince évêque de Trente, le comte Pietro Vigilio Thun en août. De par sa fonction de juge suprême, il s'oppose au comte Thun invoquant le conseil aulique mais renonce en raison de sa situation personnelle, il doit assumer la charge de sa famille en raison de la mort de son père. En 1792, son poste ne lui est pas renouvelé cependant le tribunal suprême de Trente le fait conseiller aulique d'honneur.
Il publie la Genesi del diritto penale, puis en 1792, Cosa è eguaglianza et en 1793, Cosa è libertà et Primo avviso al popolo, qui montre ses sympathies pour la Révolution.
En raison de l'estime qui lui est portée et de ses exigences financières, il décide de rester à Trente où il exerce, de 1794 à 1798, la profession d'avocat-conseil. En 1799, accusé de jacobinisme, il est incarcéré à Innsbruck pendant 15 mois puis il est acquitté au cours du procès. Pendant sa période en prison, il écrit Delle leggi dell'umana perfettibilità per servire ai progressi delle scienze e delle arti. En 1801, avec l'occupation française de Trente du général Mcdonald, il devient secrétaire du conseil supérieur présidé par l'avocat Carlo Antonio Pilati et adhère à la franc-maçonnerie comme l'ensemble du conseil.
En mai 1802, il découvre les effets magnétiques de l’électricité : il publie les résultats dans les journaux de  Trento et Rovereto et envoie une note à l'Académie des sciences françaises qui l'ignore. En 1820, le physicien danois Hans Christian Ørsted découvre l'électromagnétisme, en réalisant la même expérimentation connue comme  expérience d'Ørsted et il reconnait que « la connaissance des travaux de Romagnosi ont participé à la découverte de l'électromagnétisme depuis dix-huit ans »,.

### Sous le royaume d'Italie
Sur recommandation du général Mcdonald auprès de Moreau de Saint-Méry alors administrateur de Parme, Romagnosi obtient un poste d'enseignant de droit public à l'université de Parme. En 1806, avec la constitution du royaume d'Italie, il est appelé à Milan par le comte Luosi de Mirandola, alors ministre de la Justice, pour s'occuper de la révision du code de procédure pénale et un plan pour l'institution de la Cassation, du conseil d’État et le code pénal, la proposition des lois est présentée en 1810 et appliquée en 1811. En 1807, il obtient la chaire de droit civil à l'université de Pavie et il publie le discours Quale sia il governo più adatto a perfezionare la legislazione civili. En 1809, il est professeur dans l’Scuola di Alta legislazione et inspecteur de l'école de droit. En 1811, il fonde le journal Giornale di giurisprudenza universale.
En 1812, il est atteint d'une hémiplégie qui le rend inactif pendant huit mois, il en garde une infirmité à la jambe droite. En 1813, il demande la citoyenneté milanaise, ce qui lui permet, au retour des Autrichiens de rester à Milan, ceux-ci lui interdisant d'enseigner.
En 1814, il publie les Istituzioni di Diritto amministrativo.

### Sous le royaume de Lombardie-Vénétie
En 1815, il publie Della costituzione di una monarchia costituzionale rappresentativa qui lui vaut d'être inquiété par la police autrichienne, l'Autriche ayant englobé Milan dans le royaume de Lombardie-Vénétie à l'issue du congrès de Vienne. En 1817, Romagnosi collabore à la Biblioteca Italiana et au Conciliatore et en 1820, il publie l’Assunto primo della scienza del diritto naturale.
En 1819, il rencontre Carlo Cattaneo qui est son élève alors qu'il enseigne de manière privée à l'Université de Pavie. L'année suivante, il est approché par les carbonari, dont Silvio Pellico ce qui lui vaut, en 1821, d'être soupçonné d'être membre de l'association alors qu'il n'en est rien. Il est arrêté et emprisonné à Venise avec l'accusation de participer au complot de Silvio Pellico, Pietro Maroncelli et Federico Confalonieri. Romagnosi prend lui-même sa défense, il est acquitté et rentre à Milan, où il connait des années de misère, les autorités autrichiennes lui interdisant toutes activités. Pendant la détention, il écrit Dell'insegnamento primitivo delle matematiche qu'il publie en 1823, ainsi qu'en 1824, l’œuvre Della condotta delle acque.
En 1823, il est invité par Lord Guilford, au nom du gouvernement britannique, à fonder à l'Académie ionienne de Corfou un centre de formation en droit, mais il ne peut se rendre en raison du refus des autorités autrichiennes qui lui refusent son passeport. En 1825, il publie alors les Istituzioni di civile filosofia ossia di Giurisprudenza Teorica. En 1827, il écrit dans les Annali universali di statistica poursuivant sa réflexion sur la civilisation et la philosophie civile et en accordant une attention particulière à l'économie politique. Il collabore aussi à l’Antologia de Vieusseux. Il est pendant toute cette période aidé financièrement par son ami Luigi Azimonti.
Il meurt en 1835 assisté de son élève Carlo Cattaneo, auquel il confie ses manuscrits inédits. Il est enterré dans la chapelle des comtes Cusani Confalonieri dans le cimetière de Carate Brianza, lieu où il passait ses vacances estivales, hôte de Luigi Azimonti. Sa tombe est profanée en 1848 par la police autrichienne qui est à la recherche d'armes.

## Pensée philosophique

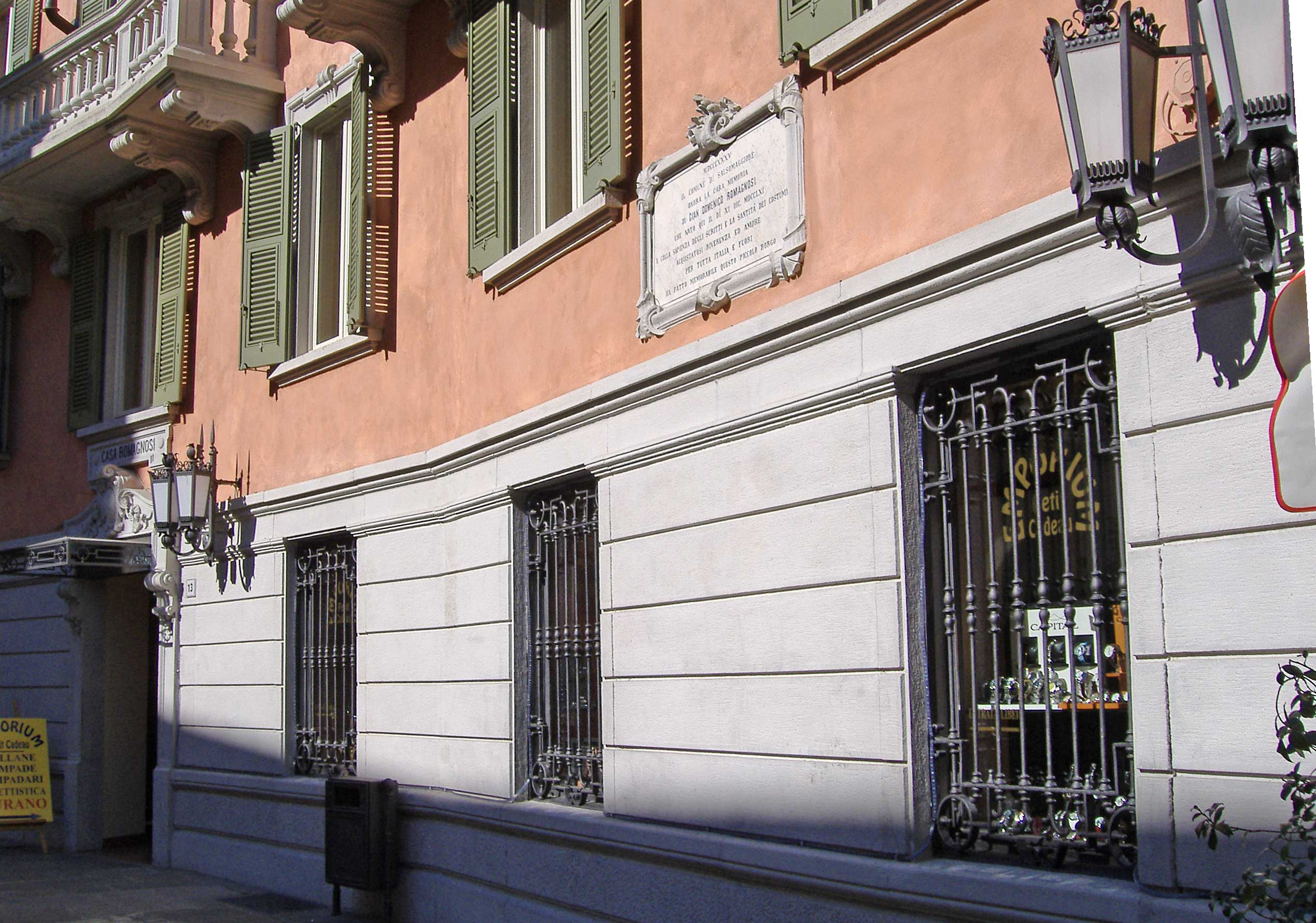
Maison natale de Romagnosi à Salsomaggiore Terme

Romagnosi, en partant de sa vaste expérience en droit et en politique, prône une nouvelle forme de philosophie civile, une science qui étudie les formes et les conditions de la civilisation historique des nations, révélant la loi maximum et unique des évènements politiques, sociaux et culturels des peuples.
En ce qui concerne le problème épistémologique, pour Romagnosi, la connaissance provient des sens, mais la sensation n'est pas encore conscience, laquelle s'obtient quand l'intellect ordonne et interprète les sensations selon les catégories, définies « logìe » à qui on donne des  « signatures rationnelles » aux « signatures positives ». Il appelle « compotenza » cette mutuelle concurrence des sensations provenant de l'extérieur et de l'élaboration de notre esprit.
Le « logìe» ne sont pas des idées déjà formées au moment de notre naissance, mais à leur tour elles sont le résultat de la réflexion menée sur l'expérience empirique : elles sont donc « a posteriori » par rapport aux sensations passées et « a priori » par rapport aux sentiments présents. Par conséquent, la connaissance est en définitive « a posteriori » avec un contenu de base empirique,.
Mais que savons-nous en réalité? Les sens ne donnent pas la connaissance des choses en elles-mêmes, mais de ceci nous percevons les choses, nous connaissons les représentations que nous formons des choses. Si les phénomènes ne sont pas des copies exactes de la réalité, cependant, ils en sont des signes auxquels correspondent des êtres réels dans la nature et donc il existe des choses hors de nous, elles ne sont pas des créations d'un Moi transcendantal.
Sa construction philosophique n'ayant évidemment pas de place pour une métaphysique, il fut attaqué par les spiritualistes et en particulier par Antonio Rosmini. Romagnosi peut à juste titre être considéré comme le précurseur du positivisme italien.

## Romagnosi et la franc-maçonnerie
Pendant le Royaune d'Italie, Romagnosi a été initié en franc-maçonnerie dans la loge « Reale Giuseppina » de Milan, dont il fut par la suite le vénérable maître. A la fondation du Grand Orient d'Italie par Eugène de Beauharnais, qui en fut le premier grand-maître, Romagnosi fut grand expert. Il fut ensuite grand orateur adjoint du Grand Orient d'Italie et en cette qualité il a été l'auteur de plusieurs discours maçonniques.

## Hommage
L'institut technico-commercial de Plaisance et le lycée classique de Parme, l'école élémentaire de Carate Brianza et la bibliothèque de Salsomaggiore Terme portent son nom.

## Publications

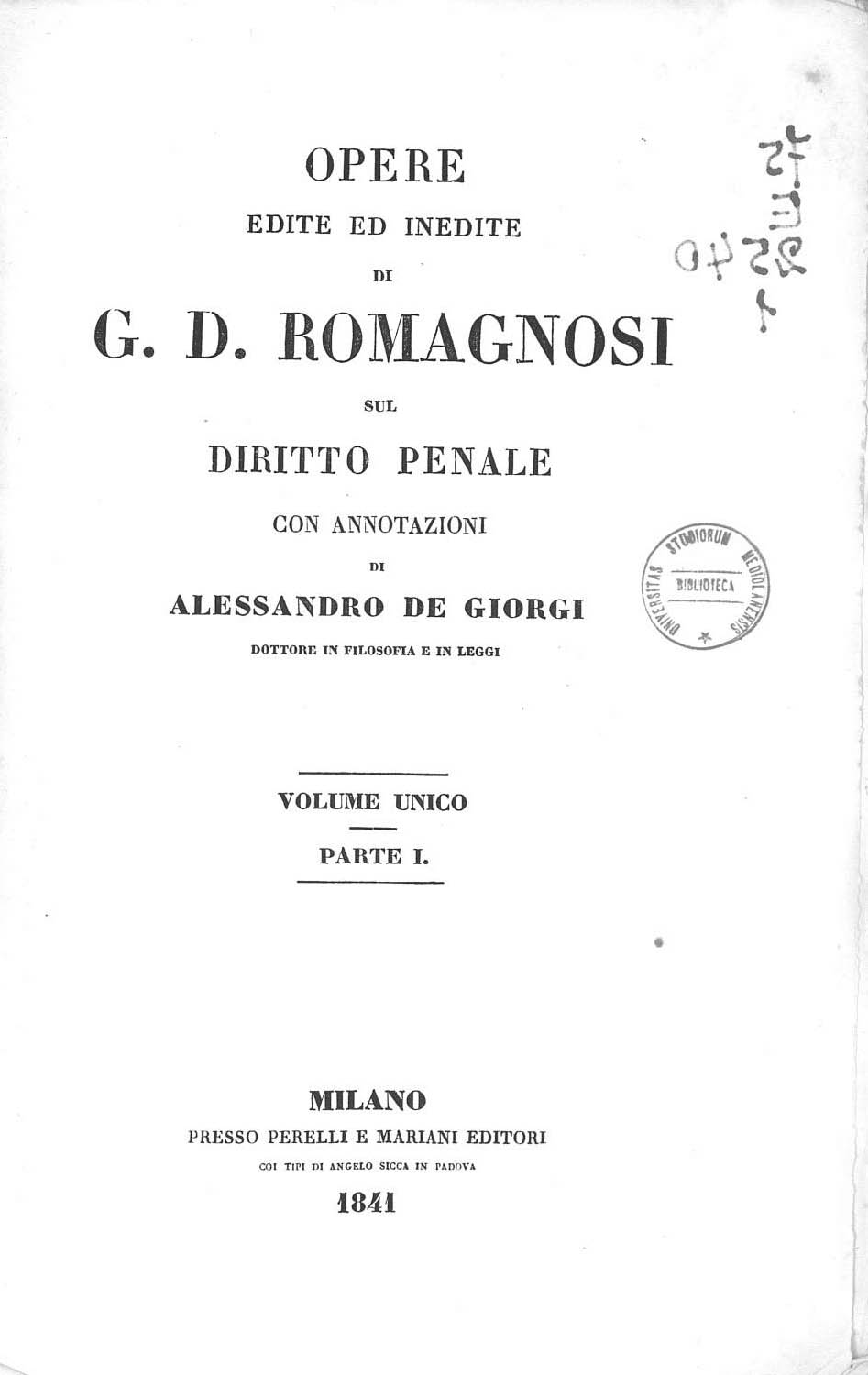
Opere, part I, 1841

- Genesi del diritto penale, 1791 ("Genèse du Droit pénal")[8], où il fonde le droit sur la nécessité.
- Che cos'è uguaglianza, 1792 ("Qu'est-ce que l'égalité").
- Che cos'è libertà, 1793 ("Qu'est-ce que la liberté").
- Introduzione allo studio del diritto pubblico universale, 1803; 1805 ("Introduction à l'histoire du Droit public universel").
- Principi fondamentali di diritto amministrativo, 1814 ("Principes fondamentaux du droit administratif")[9].
- Della costituzione di una monarchia nazionale rappresentativa, 1815 ("De la constitution d'une monarchie nationale représentative").
- Dell'insegnamento primitivo delle matematiche, 1823 ("De l’enseignement primitif des mathématiques").
- Della condotta delle acque, 1824 ("De la conduite des eaux").
- Che cos'è la mente sana?, 1827 ("Qu'est ce que l'esprit sain ?").
- Della suprema economia dell'umano sapere in relazione alla mente sana, 1828 ("De la suprême économie de l'homme savoir en relation avec l'esprit sain").
- Suprema economia dell'umano sapere, 1828 ("Suprême économie de le savoir humain").
- Della ragion civile delle acque nella rurale economia, 1829 - 1830 ("De la raison civile des eaux dans l'économie rurale")[10].
- Vedute fondamentali sull'arte logica, 1832 ("Vues fondamentales sur l'art logique").
- Dell'indole e dei fattori dell'incivilimento con esempio del suo risorgimento in Italia, 1832 ("Des natures et des facteurs de la civilisation avec exemple de sa résurgence en Italie")[11].
- Collezione degli articoli di economia politica e statistica e civile, 1836 ("Collection d’articles d'économie politique et statistique et civile", publié après sa mort).
- (it) Opere, vol. 1, Milano, Perelli e Mariani, 1841 (lire en ligne) ("Œuvres")
  - (it) Opere, vol. 2, Milano, Perelli e Mariani, 1842 (lire en ligne)
- La scienza delle costituzioni, 1849 ("La Science des constitutions", publié après sa mort)[12]
- I Discorsi Libero-Muratori di Gian Domenico Romagnosi (1761-1835), in: L'Acacia Massonica, 1949, III, n. 8, pp. 220–24 e n. 9-10, pp. 282–86.
- Scritti filosofici, 2 vols., Firenze, Le Monnier, 1960; Milano, Ceschina, 1974.